# 老師！請讓我休息！
《老師！請讓我休息！》是吉辺あくろ於COMIC CUNE創作的四格漫畫。作品於2015年8月27日開始連載，2019年1月26日完結。

## 故事簡介
學校的保健室是一些學生放鬆的地方。在這裡，學生可以自由地睡覺、看書、吃零食。個性陰沉的文學少女、隨和的不良少女、天然的體育系少女、體弱的大小姐、合法的蘿莉等各有特色的女高中生經常出現在保健室。這些女高中生的保健室翹課喜劇就這樣揭開序幕。

## 登場角色

### 主要角色
水野紗奈
只要到了不喜歡的課程就會到保健室翹課的陰沉系（根暗系）文學少女。
東風谷晴
隨身攜帶起司魚糕的隨和不良少女。
火比野妮可
很容易受傷的天然體育系少女。
天地琴斗
體弱的大小姐。
海月老師
看起來像小女孩，但其實是成年人的班導師。
老師
有點奇怪但很會製作甜點的保健室老師。

## 出版書籍
| 冊數 | KADOKAWA       | KADOKAWA               |
| 冊數 | 發售日期       | ISBN                   |
| ---- | -------------- | ---------------------- |
| 1    | 2016年12月24日 | ISBN 978-4-04-068709-4 |
| 2    | 2018年1月27日  | ISBN 978-4-04-069624-9 |
| 3    | 2019年3月27日  | ISBN 978-4-04-065482-9 |

## 註解
1. ↑  的註冊商標，使用起司和魚醬製成的糕狀食品。

## 外部連結
- 《老師！請讓我休息！》連載雜誌特設網站（日語）
- 《老師！請讓我休息！》的Niconico漫畫專頁
- 《老師！請讓我休息！》的ComicWalker專頁